# Petunia reitzii
Petunia reitzii ist eine Pflanzenart aus der Gattung der Petunien (Petunia) in der Familie der Nachtschattengewächse (Solanaceae). Sie ist eine krautige Pflanze, die in Brasilien beheimatet ist.

## Beschreibung
Petunia reitzii ist eine  krautige, sich verzweigende, weit gespreizt wachsende Pflanze. Die Stängel sind niederliegend bis aufsteigend, beweglich bis knieförmig gebogen. Die Laubblätter sind nahezu aufsitzend, von den Stängeln abstehend und schmal lanzettlich. Die Basis ist spitz zulaufend, die Blattspreite ist 25 bis 40 mm lang und 7 mm breit und häutig.
Die Blüten stehen an 28 mm langen Blütenstielen. Der Kelch ist klebrig filzig behaart, die Kelchröhre ist etwa 2 mm lang und mit ungleich langen, schmal linealischen, etwa 15 mm langen und 0,7 mm breiten Kelchzipfeln besetzt. Die Krone ist rot-purpurn gefärbt und 45 mm lang. Die Kronröhre ist schmal trichterförmig, die Kronlappen dreieckig abgerundet. Die Staubblätter stehen nicht über die Krone hinaus.
An der Frucht sind die Stiele zurückgebogen. Die Kapsel ist schmal elliptisch, zugespitzt und 7 mm lang.
Die Chromosomenzahl beträgt 2n = 14.

## Vorkommen
Die Standorte liegen im brasilianischen Bundesstaat Santa Catarina in einer Höhenlage von etwa 1000 m.

## Botanische Geschichte
Die Art wurde 1964 anhand eines 1948 gesammelten Exemplars von Lyman Bradford Smith und Robert Jack Downs erstbeschrieben. Das Artepitheton ehrt den Sammler des Typusexemplars Raulino Reitz.